# Hall no 11 de l'usine Henricot no 1
Pour les articles homonymes, voir Henricot.
Le Hall no 11 de l'usine Henricot no 1 est un témoin de l'architecture industrielle et un vestige des usines Émile Henricot situé sur le territoire de la commune belge de Court-Saint-Étienne en Brabant wallon.

## Localisation
Le Hall n° 11 se situe à l'extrémité est de la place des Déportés, face au monument à Émile Henricot.
Plus au nord, la rue Belotte regroupe d'autres témoins du passé des usines Émile Henricot : le Foyer populaire (1913), le « Dispensaire des Usines Henricot » (1922), la « Conciergerie » (1908), les Grands bureaux de l'usine Henricot n°2 (1926) et le Parc à Mitrailles (1951).

## Historique
Le Hall n° 11 a été construit en 1907, à l'emplacement du Grand Moulin, berceau des premières usines Henricot. 
Il constitue le seul vestige de l'usine sidérurgique Henricot n°1 dont le site, après démolition, a été converti en « centre-ville ».
Le Hall n° 11 de l'usine Henricot n°1 fait l'objet d'un classement au titre des monuments historiques depuis le 2 octobre 1995,.

## Architecture
Cet ancien atelier d'ajustage et d'entretien, d'une superficie de 280 m2, est représentatif de l'architecture industrielle en fer du XIXe siècle,, et du début du XXe siècle. 
Le bâtiment, désormais ouvert, conserve des piliers en fonte et une charpente métallique dont les poutres métalliques sont assemblées au moyen de rivets,,.
Le sol était par endroits pavé de « bois debout » destiné à absorber l'huile qui coulait des machines de façon à éviter que les ouvriers ne chutent.
La silhouette typique du Hall no 11 apparaît sur une des peintures murales conçues par le Forum stéphanois et réalisées par le collectif Spray Art de Perwez en mars 2023 pour orner le mur de briques du Parc à Mitrailles et évoquer les Usines Émile Henricot et leur passé industriel.

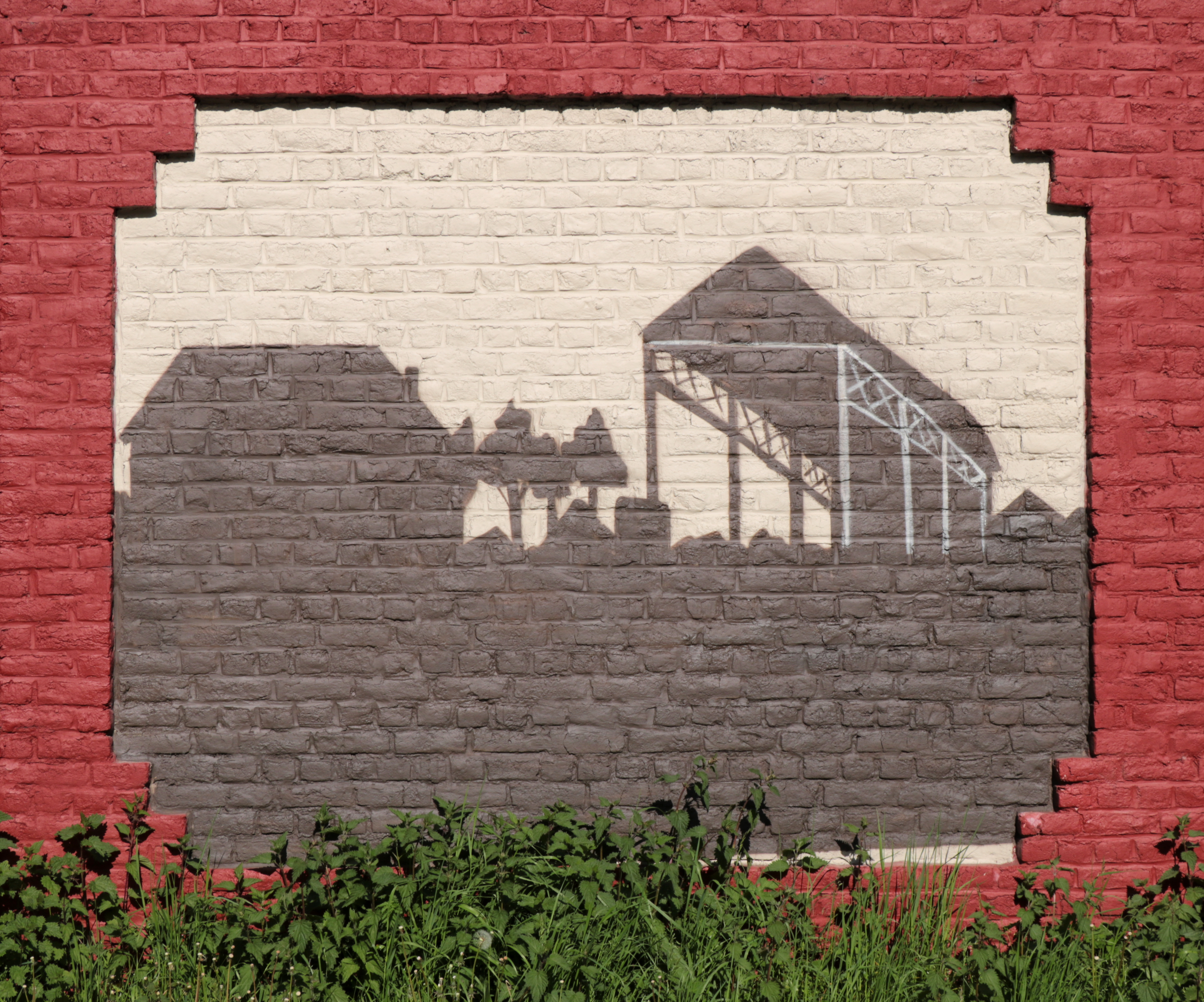
Le Hall no 11 représenté sur une fresque du mur du Parc à Mitrailles.
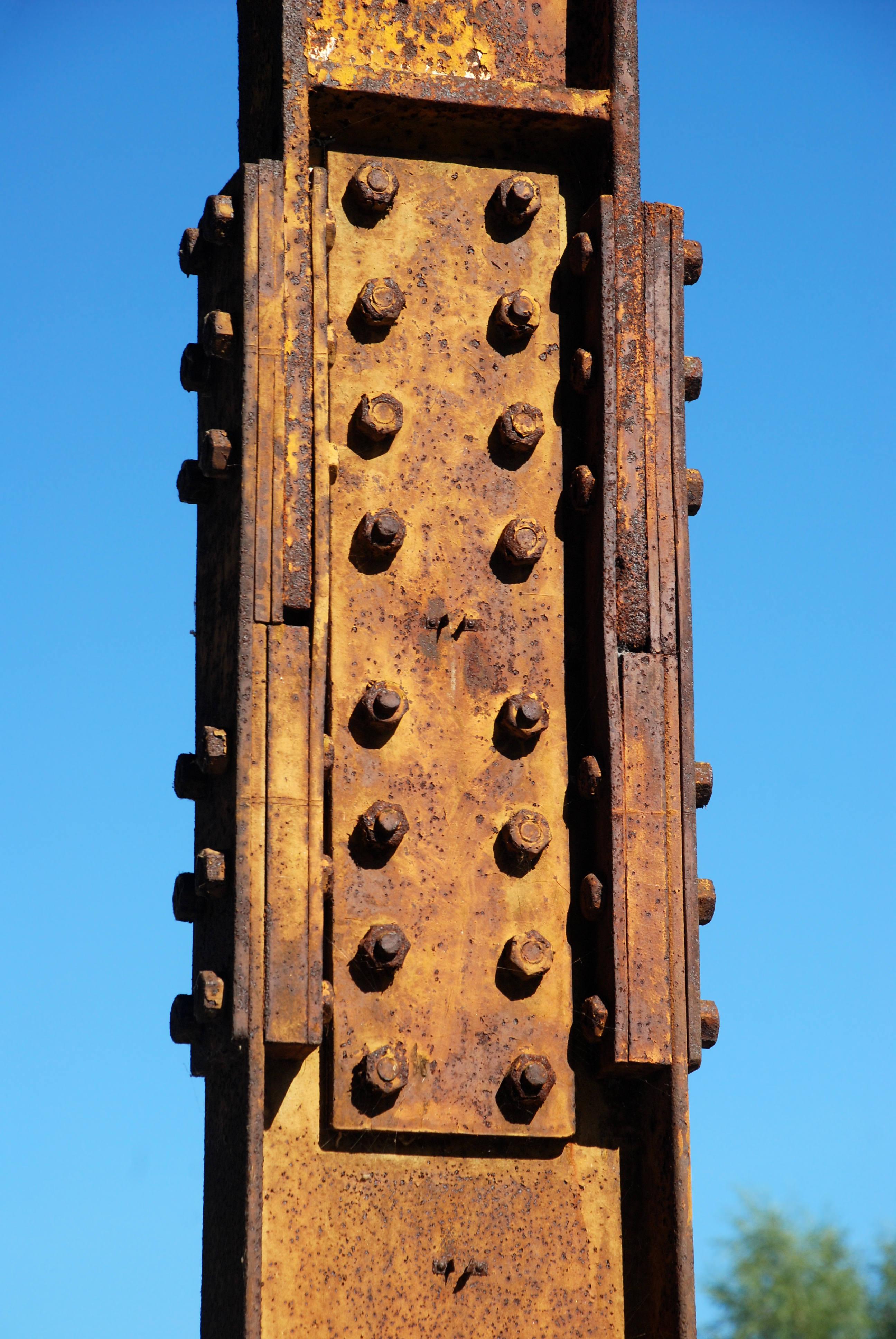
Poutre métallique rivetée.